# Antonín Jandera
Antonín Jan František Jandera (chorvatsky Antun Jandera, 13. prosince 1738 Příbram – 19. srpna 1772 Záhřeb) byl český tiskař a vydavatel, v závěru života působící v chorvatském Záhřebu. V letech 1771 a 1772 zde vydával latinsky psané noviny Ephemerides Zagrabienses, první noviny publikované v Chorvatsku.

## Život

### Mládí
Narodil se v roce 1738 (často je nesprávně uváděno datum 1728) v Příbrami ve středních Čechách do rodiny věnující se tiskařskému řemeslu. Jeho děd vlastnil v Příbrami tiskárnu, zde se Antonín roku 1753 začal učit tiskařskému a sazečskému řemeslu. Ještě téhož roku odešel do Prahy a začal pracovat ve zdejší jezuitské tiskárně v Klementinu. Zde byl jako sazeč zaměstnán až do roku 1765.

### V Chorvatsku
Následujícího roku jej pak prameny zmiňují jako sazeče v Královské tiskárně Františka Xavera Cerovšeka v Záhřebu. V roce 1768 si pak díky půjčce od Stoličné kapituly záhřebské otevřít vlastní tiskárnu o třech zaměstnancích. Jelikož ale půjčku nespatil, tiskárnu nadále provozoval, ale byla majetkem Stoličné kapituly. Jeho tiskárna následně začala roku 1767 vydávat latinské kalendáře Calendarium Zagrabiense, od začátku roku 1771 pak jednou týdně, v sobotu, vydával, dle vzoru vídeňských novin Wienerisches diarium, latinsky psané noviny Ephemerides Zagrabienses a prodávané v Janderově tiskárně. Celkem bylo vydáno padesát čísel, z nichž se žádné nedochovalo a jejich tisk ustal roku 1772, přesto je lze označit za první novinové periodikum v chorvatské mediální historii. 
Jandera v tiskárně rovněž tiskl řadu knižních publikací, mj. v roce 1772 dílo Artis heraldicae notitia brevis Ivana Voršiće, první chorvatskou učebnici heraldiky či Razgovor i nauk o držanju i hranjenju ovaca (Rozprava a poučení o chovu a výživě ovcí), de facto překlad stejnojmenné české knihy Václava Jana Paula, jednu z prvních knih v chorvatštině o chovu ovcí. Mj. zde byla tištěna také díla Baltazara Adama Krčeliće.

### Úmrtí
Antonín Jandera zemřel 19. srpna 1772 v Záhřebu ve věku 34 let a byl zde patrně také pohřben. 